# Maria Roser Serra Carandell
Maria Roser Serra Carandell (* 30. August 1971 in Barcelona) ist eine ehemalige spanische Fußballspielerin.

## Karriere

### Vereine
Roser Serra spielte als Torhüterin zunächst bis 1995 für den Club Femení Barcelona in der Liga Nacionál de Fútbol Femenino, der seit der ersten Saison 1988/89  seinerzeit höchsten Spielklasse im spanischen Frauenfußball, bevor sie eine Saison lang dem englischen Erstligisten und amtierenden Meister Arsenal Women FC angehörte. Nach Spanien zurückgekehrt, war sie erneut für den Club Femení Barcelona aktiv – von 1996 bis 2001 in der zweithöchsten Spielklasse. 

### Nationalmannschaft
Roser Serra bestritt für die A-Nationalmannschaft 33 Länderspiele, darunter vier im Turnier um die Europameisterschaft 1997. Sie bestritt alle drei Spiele der Gruppe A sowie das mit 1:2 verlorene Halbfinale gegen die Nationalmannschaft Italiens.